# Tony Moran
Tony Moran (* 14. srpna 1957) je americký herec a filmový producent. Mezi jeho nejznámější role patří role masového vraha Michaela Myerse v hororovém filmu Halloween (1978). Dále se pak objevil v seriálech The Waltons, James at 15 či CHIPs, a to vše v 70. letech. Je starším bratrem herečky Erin Moran a Johna Morana.